# Розамарија Монтибелер
Розамарија Монтибелер (порт. Rosamaria Montibeller; Нова Тренто, 9. април 1994), познатија само као Розамарија, бразилска је одбојкашица и репрезентативка.
Потиче из породице италијанског порекла. Одбојком је почела да се бави са девет година. Игра на позицији коректора. Са сениорском репрезентацијом Бразила је освојила сребрну медаљу на Олимпијским играма 2020. године. Освојила је сребрну медаљу са Бразилом на Светском првенству 2022. године у Пољској и Холандији.